# Terminografia
La terminografia è l'insieme delle attività di raccolta, trattamento, organizzazione delle terminologie. La terminografia fornisce le risposte a problematiche terminologiche. Inoltre, può essere intesa anche come descrizione sistematica di terminologia.
La terminografia è l'insieme di pratiche il cui obiettivo è descrivere termini. Viene spesso associata alla terminologia, che rappresenta l'aspetto teorico della disciplina, mentre la terminografia rappresenta l'aspetto pratico, proprio come succede in ambito traduttivo, quando si differenzia tra teoria e pratica. Tale distinzione è stata effettuata negli anni '70 da Alain Rey, lessicografo francese famoso per esser stato uno dei redattori del dizionario Le Robert.
I due aspetti risultano essere complementari, la teoria (la terminologia) e la pratica (la terminografia).